# الکساندر فرولوف
الکساندر فرولوف (به انگلیسی: Alexander Frolov) (زاده ۱۷ مه ۱۹۶۴) کارآفرین، بازرگان و مدیر ارشد اجرایی روس است، که در حال حاضر به‌عنوان مدیر عامل اجرایی شرکت اوراز فعالیت می‌نماید.